# Jüdischer Friedhof (Bad Neustadt an der Saale)

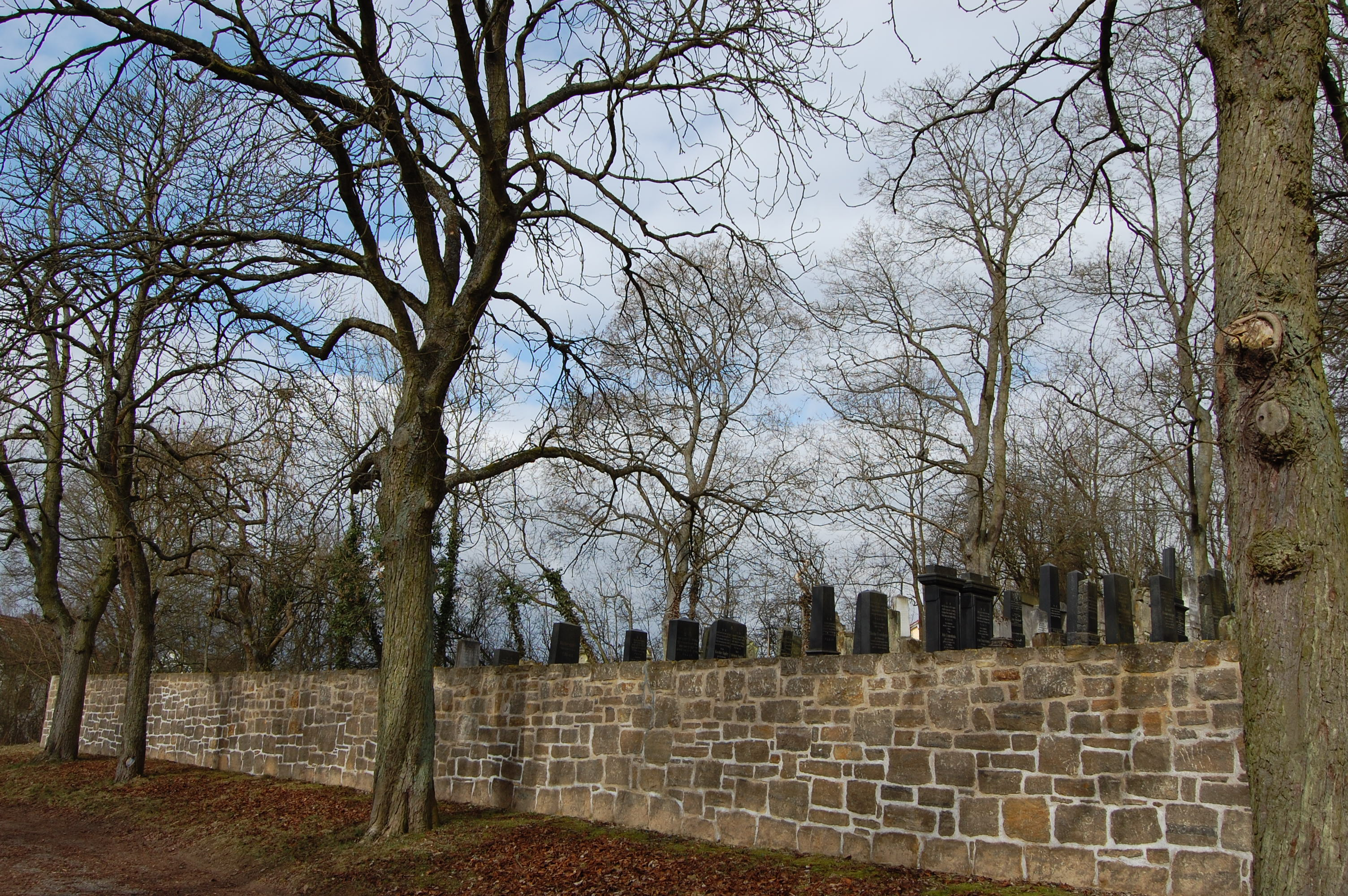
Jüdischer Friedhof (2011)

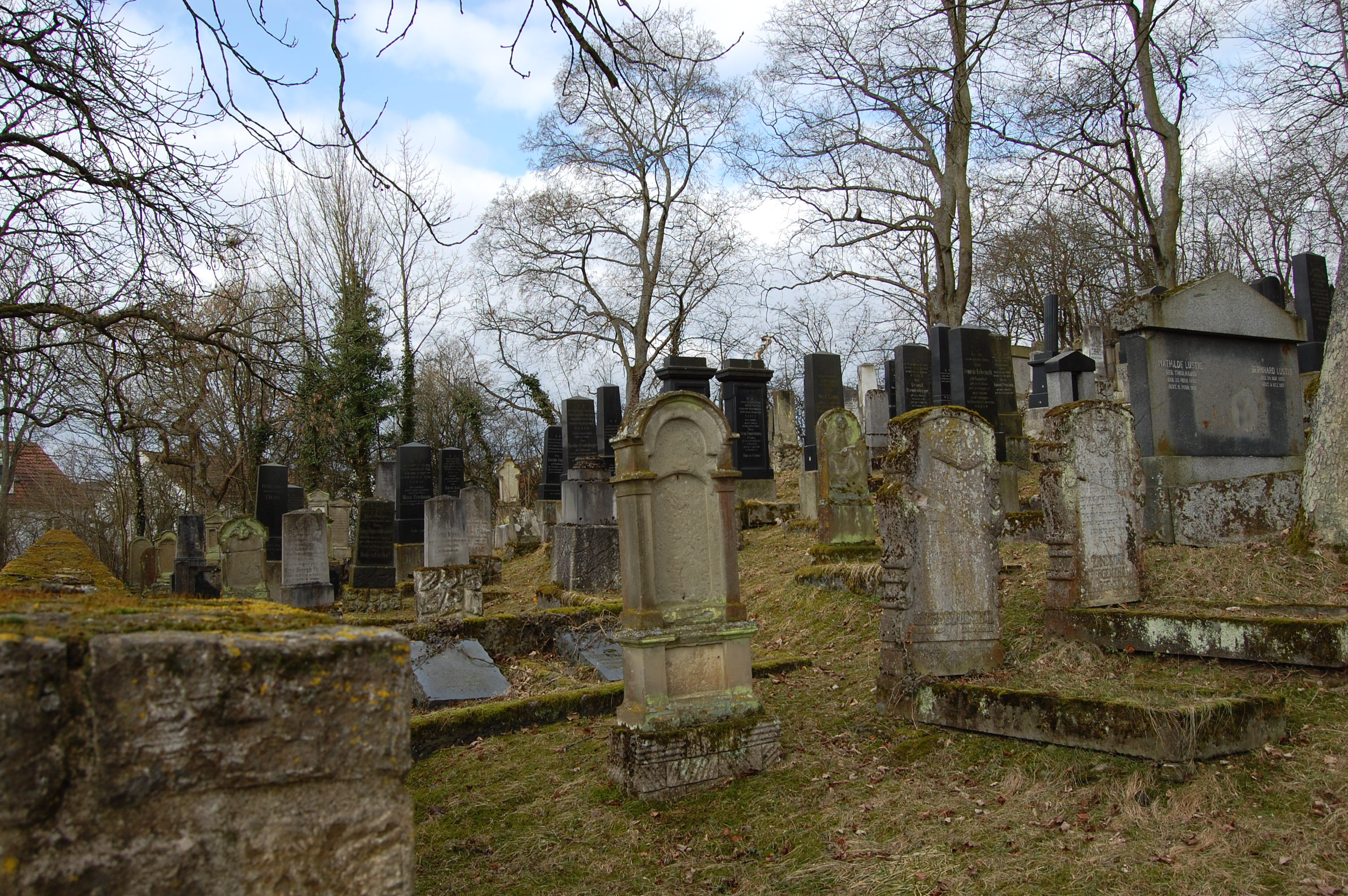
Jüdischer Friedhof (2011)

Der Jüdische Friedhof (Bad Neustadt an der Saale) ist ein jüdischer Friedhof in Bad Neustadt an der Saale, der Kreisstadt des unterfränkischen Landkreises Rhön-Grabfeld.

## Geschichte
Erst im Jahre 1869 entstand in Neustadt (zum Bad erhoben wurde die Stadt erst 1934) eine jüdische Gemeinde.
Errichtet wurde der jüdische Friedhof in den Jahren 1888/1889. Auf ihm wurden auch Juden aus den Gemeinden Neuhaus, Eichenhausen und Rödelmaier bestattet. Im Jahr 1942 wurden die letzten Bad Neustädter Juden deportiert. In diesem Jahr fand auch die letzte Beisetzung auf dem Friedhof statt. Während und nach der Zeit des Nationalsozialismus fiel der Friedhof mehrfachen Schändungen zum Opfer.

## Lage und Charakterisierung
Der Friedhof befindet sich in der Mozartstraße nahe der B19 und ist 33 Ar groß. Es sind 211 Grabsteine erhalten. Neben dem Eingang erinnert eine Gedenktafel an die Deportation der letzten Bad Neustädter Juden.